# سكايلايف
كي تي سكايلايف (كورية: KT스카이라이프) هو  مزود للبث الفضائي في كوريا الجنوبية. وهي إحدى الشركات التابعة لمجموعة كي تي.

## القنوات
المجموع 200 قناة منذ أبريل 2008 (92 قناة مرئية/41 قناة صوتية/20 قناة تفاعلية)
- KBS1
- KBS2
- إم بي سي
- سي بي سي
- إيه بي سي
- أريرانغ تي في
- تي في إن
- إمنت
- Animal Planet
- AXN
- بي بي سي ورلد نيوز
- BBC Entertainment
- CNN International
- Cartoon Network
- Channel NewsAsia
- CCTV-4
- Kids Talk Talk
- Discovery Channel
- Discovery HD World
- Disney Channel
- Disney Junior
- يوروسبورت
- قناة التاريخ التلفزيونية
- NHK World Premium
- إن إتش كي وورلد
- سبيستون
- 서울신문 STV
- Sundance Channel

لجميع قوائم أرقام القنوات اضغط  هنا

## الاستثمارات
استنادا إلى البيانات من 31 مارس , 2011.
- KT 52.93%
- KT Network 0.12%
- كي بي إس 7.17%
- إم بي سي 4.30%
- أخرى 35.47%

## وصلات خارجية
- الصفحة الرئيسية الرسمية (كورية)
- الصفحة الرئيسية الرسمية (إنجليزية)